# ProCA
ProCA este o companie de distribuție de IT din România.
ProCA își desfășoară activitatea pe piața românească începând din anul 1995.
În decembrie 2005, holdingul RTC a cumpărat 53% din acțiuni ale companiei de la ProCA Cehia.
În august 2008, compania ProCa a fost achiziționată de RHS Company.
Cifra de afaceri:
| Anul          | 2007 | 2006 | 2005 | 2004 |
| ------------- | ---- | ---- | ---- | ---- |
| milioane euro | 36   | 36   | 27,5 | 25   |